# Амлух
А́млух (англ. Amlwch, валл. Amlwch) — самый северный город в Уэльсе, расположенный на острове Англси.

## География
Амлух расположен на северной оконечности острова Англси, на дороге A5025, соединяющей города Холихед и Менай-Бридж. Побережье острова омывается Ирландским морем и изобилует утёсами. Рядом с городом находится залив Булл, где тренируются гребцы из местного клуба.

## История
Согласно легенде город построили в таком месте, где была удобная гавань, которую не было бы видно с моря, что помогало избегать нападений викингов. Активное развитие города пришлось на XVIII век и связано с разработкой крупного месторождения меди близ горы Парис. К концу XVIII века население города было около 10.000 человек, а сам город был вторым по численности в Уэльсе после Мертир-Тидвил. В это время расширилась и городская гавань, так как она должна была принимать суда приходившие за рудой.
В середине XIX века добыча руды пошла на спад. На первый план вышло строительство и починка кораблей, в городе развернулось производство пива и табачное производство. В 1953 году здесь построили химический завод по добыче брома из морской воды. Этот завод закрыли в 2004 году.

## Экономика
Важной составляющей местной экономики сегодня является туризм. Многие здания города построены ещё в 19-м веке и создают особую атмосферу в городе. Также здесь можно полюбоваться местным портом, некогда весьма оживлённым. Через город проходит пешеходная прибрежная тропа по Англси общей протяжённостью в 200 км. В настоящее время Амлух лишь четвёртое из крупных поселений на острове. В скором времени возможно закрытие атомной электростанции Уилфа, расположенной неподалёку, что может негативно сказаться на экономике города.

## Транспорт
Ранее в городе имелась железнодорожная станция, являвшаяся конечной станцией центральной железной дороги Англси, которая функционировала с 1864-1867 годов по 1993 год. Сегодня рассматривается вопрос о восстановлении этой железнодорожной ветви.

## Спорт
В Амлухе есть два футбольных клуба: «Амлух Таун» Ф.К. — играет в объединённой футбольной лиге Уэльса и «Адельфи Вольтс» Ф.К. Здесь же  базируется клуб гребцов — самый успешный клуб в северном Уэльсе. Для занятий спортом можно посещать городской центр досуга. В нём есть бассейн, спортивный центр, а также площадки для сквоша.

## Достопримечательности
|  |  |  |